# Еносіма
Еносіма (яп. 江の島) — невеликий японський курортний півострів вулканічного походження, який знаходиться у Саґамській затоці, в префектурі Канаґава. Адміністративно острів є частиною міста Фудзісава і знаходиться в міському районі Катасе, що названий так на честь однойменної річки. Півострів з'єднується з материком металевим мостом протяжністю 600 метрів, а також вузким природним насипом (Томболо) у тому ж місці.
На 2018 рік на півострові проживає 354 людини.
Острів має берегову лінію рівну приблизно 4 км, і загальну площу рівну 0.41 км², довжина складає 1.2 км, ширина 0.60 км, а найвища точка острова знаходиться на висоті 60.2 метри. Еносіма знаходиться в 20 км від Йокогами і в 50 км від Токіо, через що, острів є одним з улюблених місць літнього дозвілля жителів цих міст. На цьому острові розташовані маяк з оглядовим майданчиком і святилище Еносіма-Шрайн, на честь трьох синтоїстських богинь, а також, головне святилище богині Бендзайтен, одного з семи богів щастя й печери Еносіма-Івая.
Через своє вдале положення і сприятливий клімат — Еносіма є частим вибором для проведення змагань з вітрильного спорту. Так, наприклад, в 1964 році, для Літніх Олімпійських ігор на узбережжі острова була побудована спеціальна гавань. Крім того, у 2021, на чергових Літніх Олімпійських іграх на острові буде проведена регата.

## Історія
Весь острів цілком присвячений Бендзайтен - богині музики і розваг. Вона неймовірно шанується на острові, через те, що за місцевими легендами - саме вона змусила півострів піднятися з дна моря в XV столітті. Острів, також, є місцем дії Еносіма Енґі — історії святинь на Еносіме, написаної японським буддійським ченцем Коку в 1047 році нашої ери.

У 1880 році, після того як новий уряд Мейдзі видав указ про поділ синтоїзму і буддизму — велика частина півострова була куплена британським купцем Семюелем Кокінгом, й зареєстрована на ім'я його японської дружини. Він розробив та побудував  на острові електростанції і великі ботанічні сади, в тому числі - велику оранжерею. Хоча початковий зелений будинок був зруйнований під час Великого землетрусу 1923 року в Канто - Ботанічний сад (Сад Самуеля Кокінга) й залишається пам'яткою з більш ніж півмільйоном відвідувачів в рік.

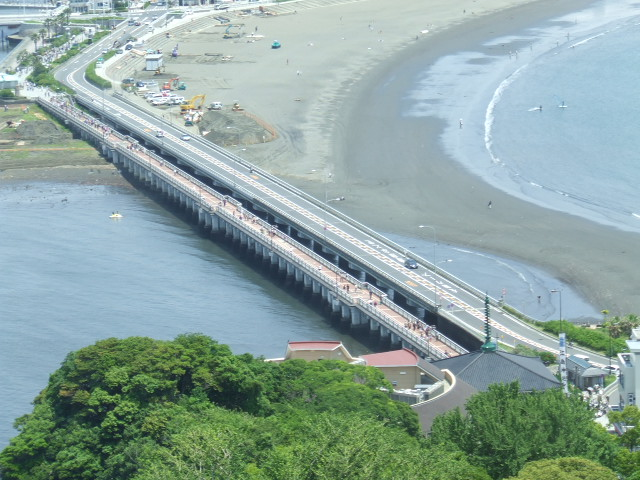
Металевий міст, що поєднує півострів із материком

Нині півострів є популярним серед туристів і місцевих жителів місцем відпочинку, а також центром курортної зони Сенан

## Туризм та пам'ятки
Півострів завжди користувався значною популярністю. Так, наприклад, в 1920 році Еносіму щорічно відвідували понад 400 000 людей. А до 1995 року цей показник досяг свого піку і збільшився до 13 мільйонів відвідувань на рік, після чого пішло деяке скорочення — до 8 мільйонів відвідувань у 2004-2005 роках, через загальне підвищення інтересу японців до закордонних поїздок.

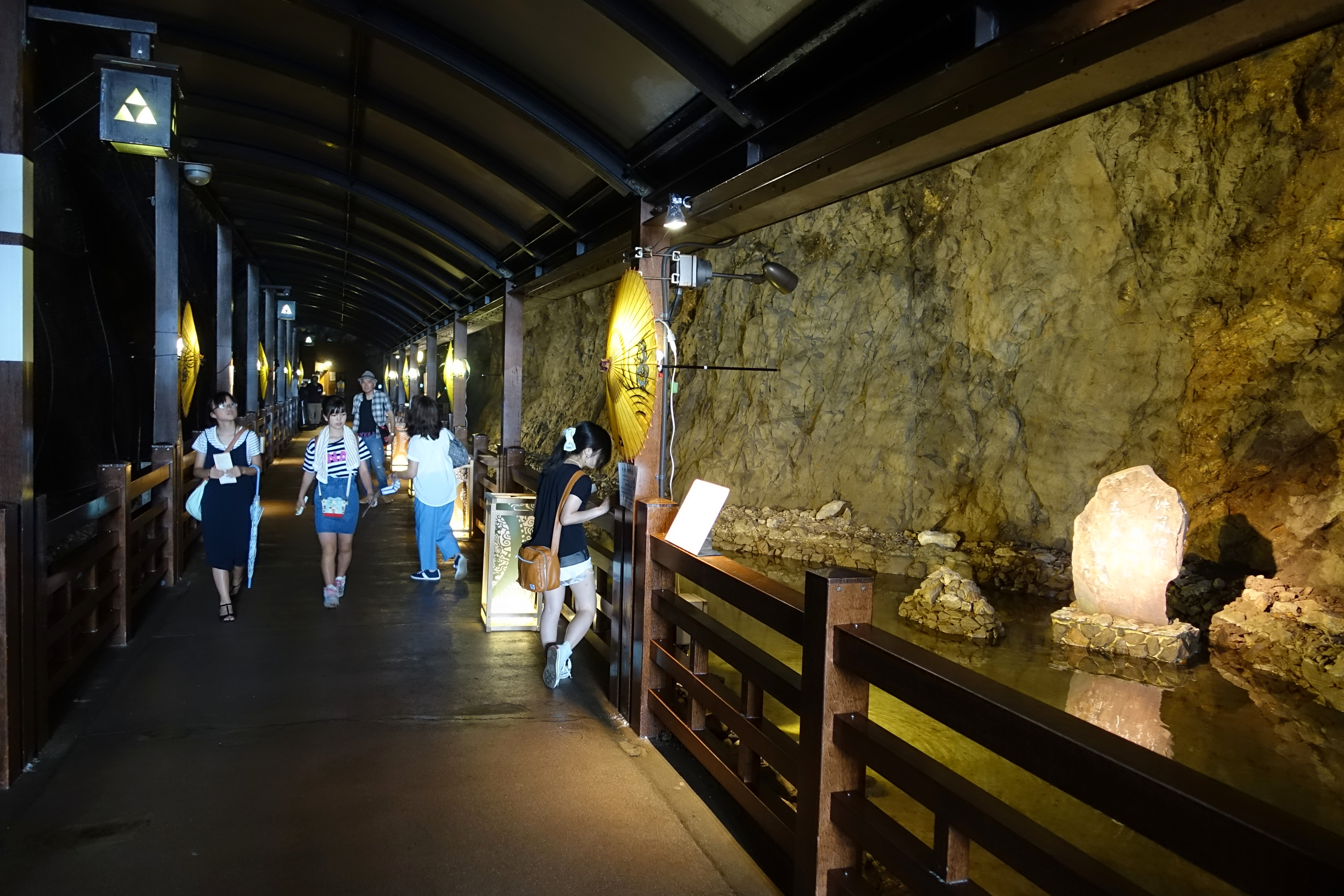
Печера Івайа

У 1934 році японський імперський уряд наділив Еносіму статусом місця, що представляє історичну цінність і володіє мальовничою красою, але через кілька років після завершення Другої Світової війни, в 1960 році — новий уряд змінив свою думку і позбавив півострів даного статусу.

### Печери
На південній стороні Еносіми знаходяться дві печери Івай, які утворилися в результаті ерозії хвиль в стародавні часи. Перша, протяжністю 153 метри, розташована на заході острова, й на глибині 145 метрів розгалужується ще на дві субпечери, які, згідно з буддійської концепції Сінгтон Рйокай Мандара (яп. Ryōkai Mandara) названі: Таїз (яп. Taizō) ліворуч, і Конго (яп. Kongō) праворуч.

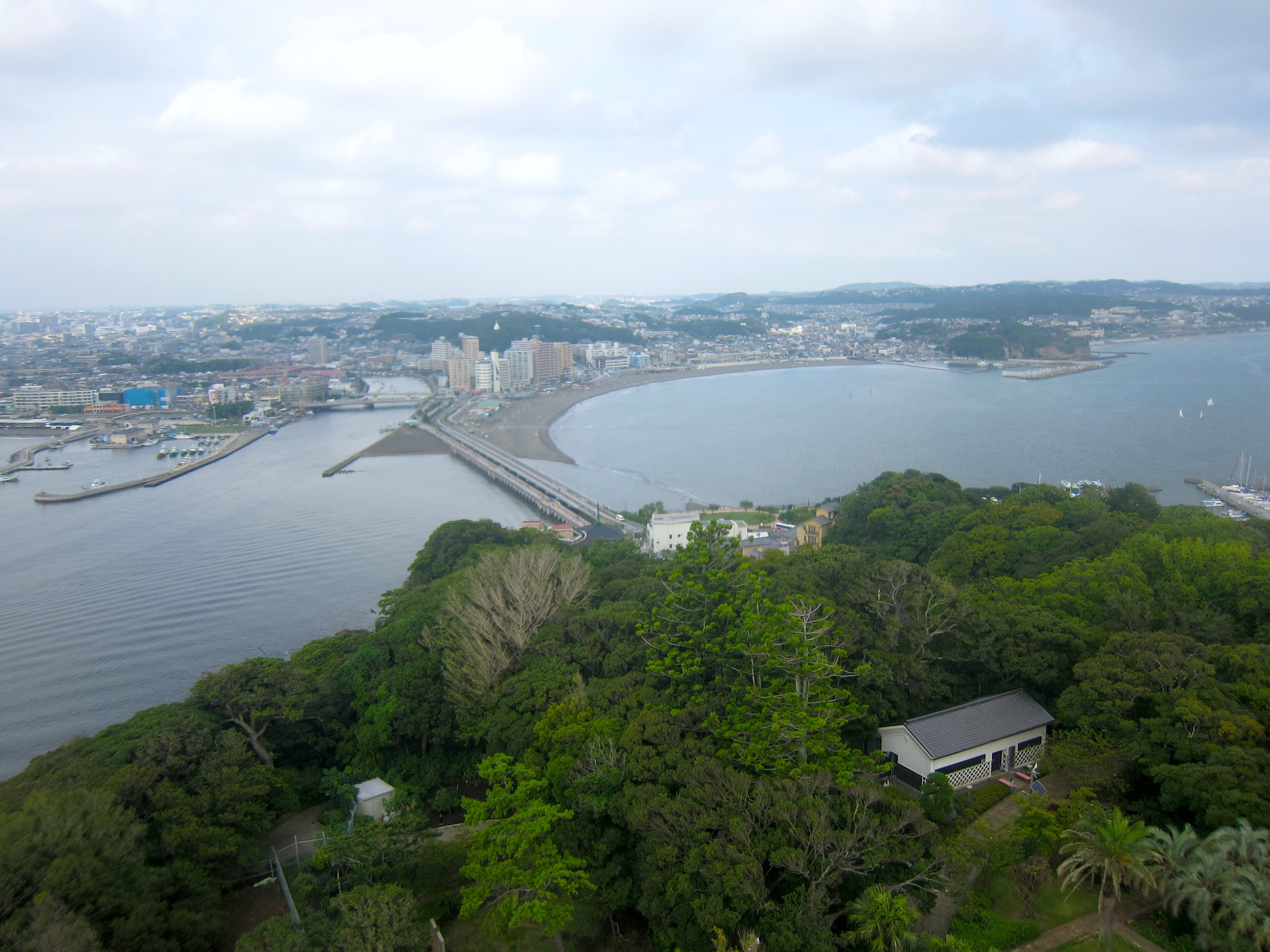
Погляд в сторону Фудзісави з

Тому, що за японськими легендами, півострів був піднятий з дна богинею Бендзайтен — печери, також, виступали місцем поклоніння їй. Так, наприклад, в період свого правління в 539-571 роках імператор Кіммей побудував в першій печері ще одне місце Поклоніння богині. Пізніше ця печера служила місцем аскези різним буддійським ченцям, в тому числі Тайчо, Кукаю — засновнику Сінгон-Шу, і Нітірен, на яку посилаються школи буддизму Нітірен-сю.
У лівій печері, в якій, крім багатьох буддійських кам'яних статуй, також знаходиться святиня Аматерасу. Яка, за чутками, раніше була схожа на вагіну — особливо в задній частині. Однак, після каменепаду 1971 року — святиня була серйозно пошкоджена і вона була знову відкрита тільки в 1993 році.
Друга печера, протяжністю 56 метрів, що розташована на сході острова — присвячена божеству-дракону, який вважається богом-покровителем рибалок.
Як ліва, так і права печера находяться у вільному доступі громадськості й туди можна легко потрапити купивши квиток.

### Еносіма-Шрайн
Історія виникнення храму Еносіма-Шрайн, також, як і все інше на острові — тісно пов'язана з культом поклоніння богині Бендзайтен в печерах Івай і сходить до IX століття. Храмовий комплекс складається з трьох окремих святинь: Окуцумія на заході, Накацумія в центрі та Хецумія трохи глибше на північ від нього.

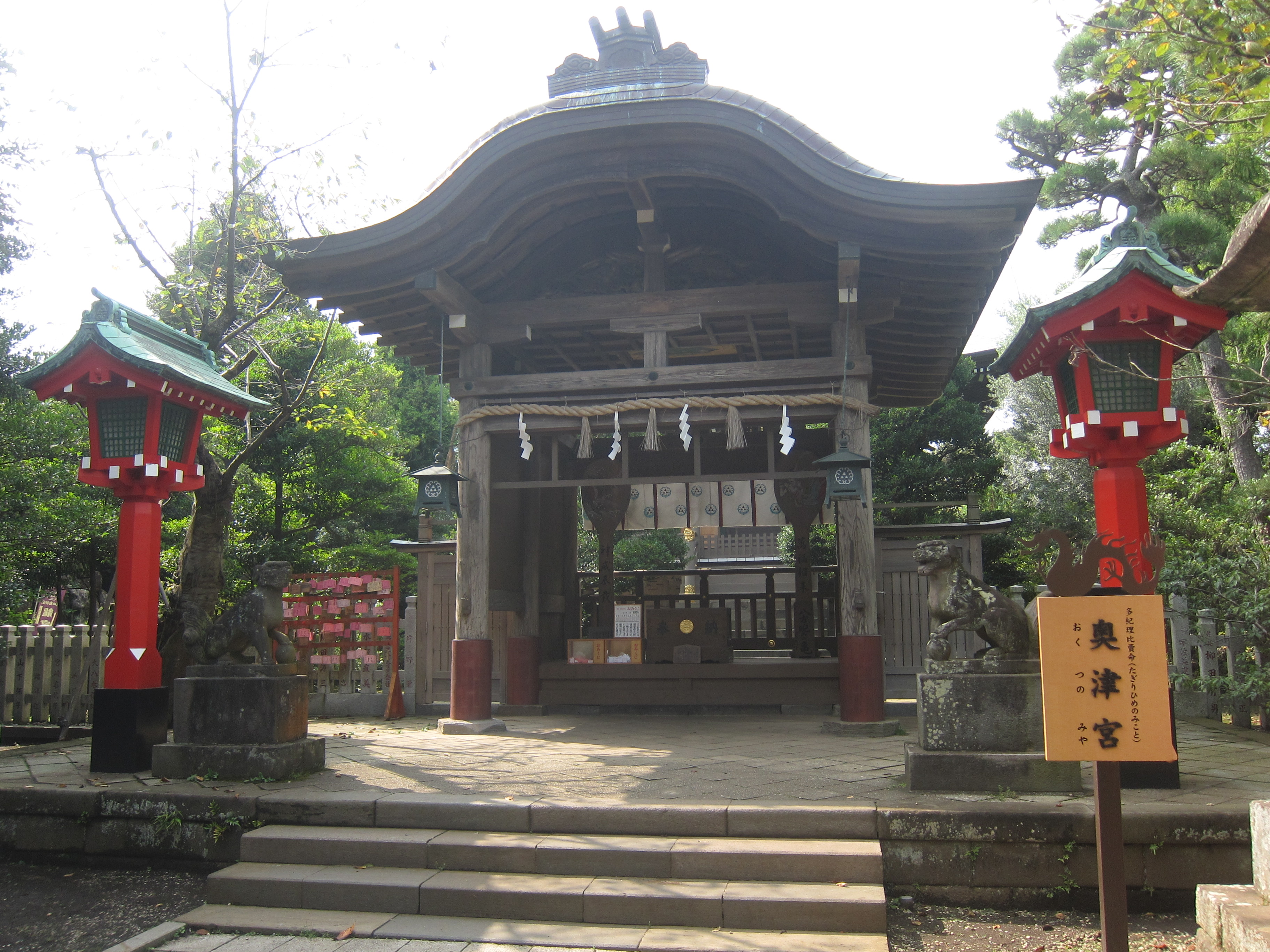
Вид на храмовий комплекс

### Сад Семюеля Кокінга
У 1880 році, після того як земля на острові була звільнена рухом по боротьбі з буддизмом Шінбутсу Бунрі — британський купець і торговець творами мистецтва Семюел Кокінг на ім'я своєї японської дружини придбав більшу частину острова, щоб побудувати на ньому оранжерею загальною площею 660 м² з великою різноманітністю тропічних рослин. Вона була відкрита в тому ж році як Ботанічний сад Еносіма. Спочатку в ньому знаходилося близько 5000 рослин.
У 2003 році, оранжерея пережила перевідкриття, й відтепер вона стала називатися Сад Самуеля Кокінга, на честь самого Кокінга. А у 2004 році сад відвідало понад 500 000 осіб.

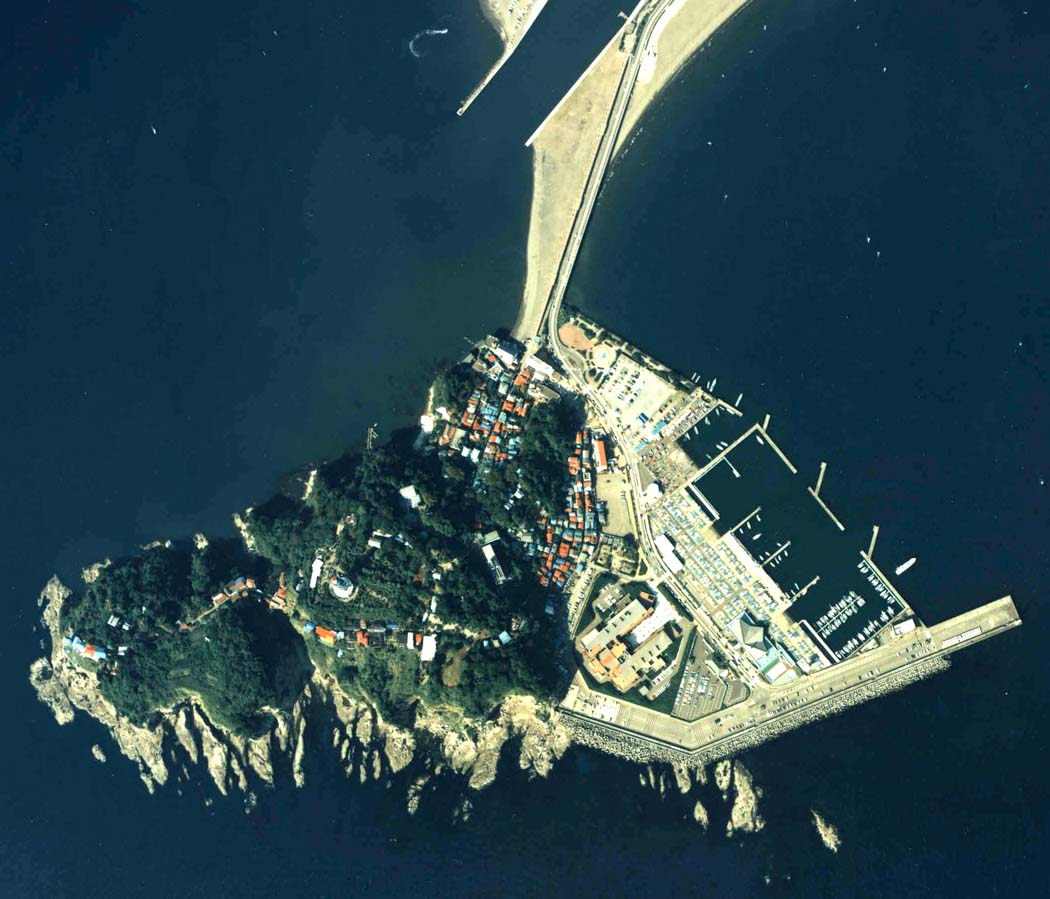
Фотографія виду з повітря на Еносіму (1988 р.)

Крім того, у саду, також, знаходиться так звана Морська свічка Еносіми — оглядова вежа і маяк, побудована у 2003 році на місці попереднього маяка 1951 року. Свічка була побудована на честь 100-го ювілею Enoshima Electric Railway.

### Чигогафучі
Обрив Чігогафучі, висотою близько 50 метрів, який знаходиться на захід від Окуцумі. Обрив визнаний одним з 50 найкрасивіших пейзажів префектури Канаґава, а в основному знаменитий тим, що з його вершини можна побачити та добре розглянути гору Фудзі.

## Транспорт
До Еносіми можна дістатися пішки, або на будь-якому автотранспортному засобі по металевому мосту, а також за трьома залізничними лініями, в тому числі по монорельсовій дорозі Сенан, яка зупиняється на станції Шонан-Еносіма. Крім того, на острові присутня пристань для яхт, побудована спеціально для Літніх Олімпійських ігор 1964 року.

## Галерея

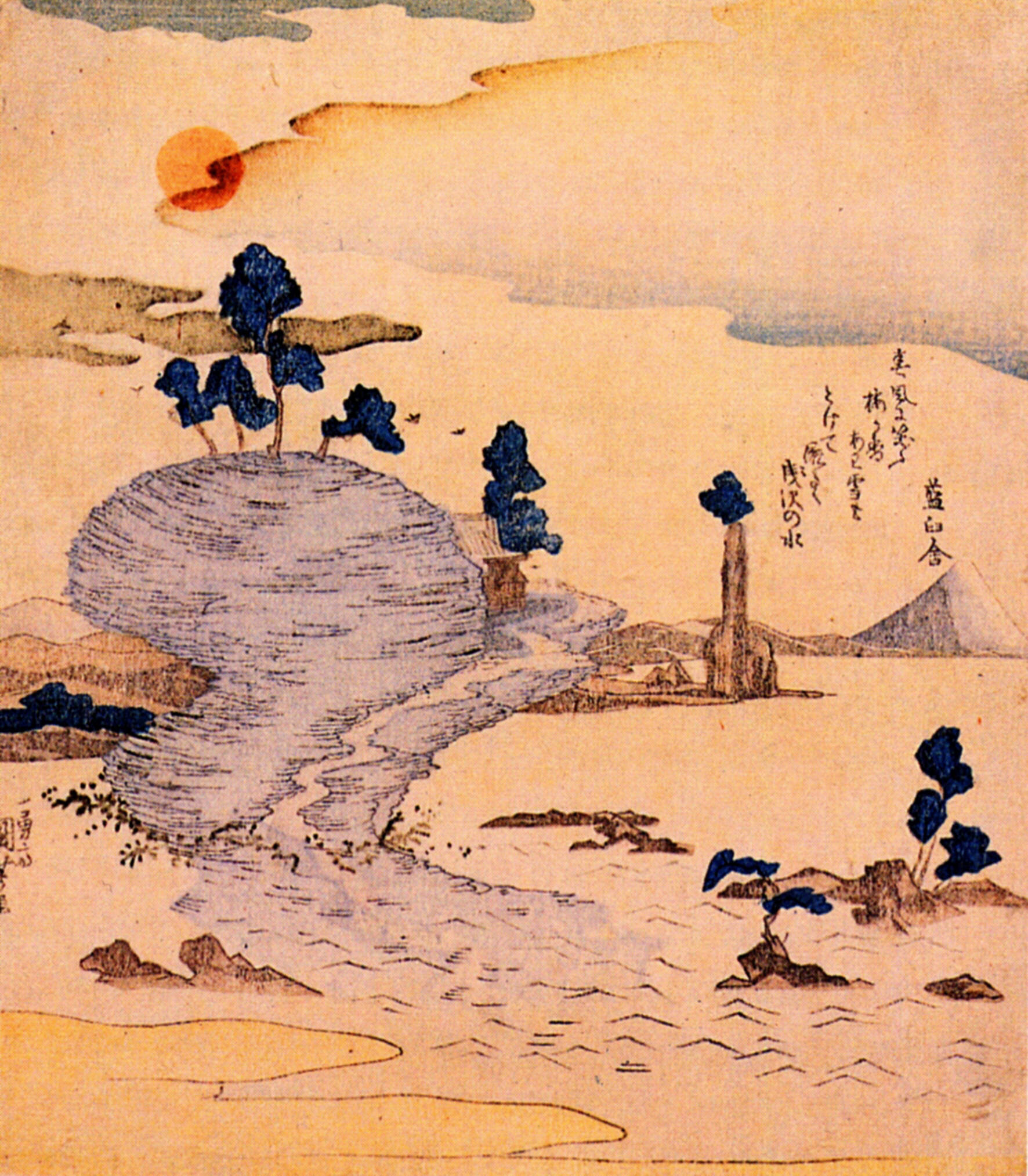
Малюнок Еносіми за авторством Утаґави Кунійосі
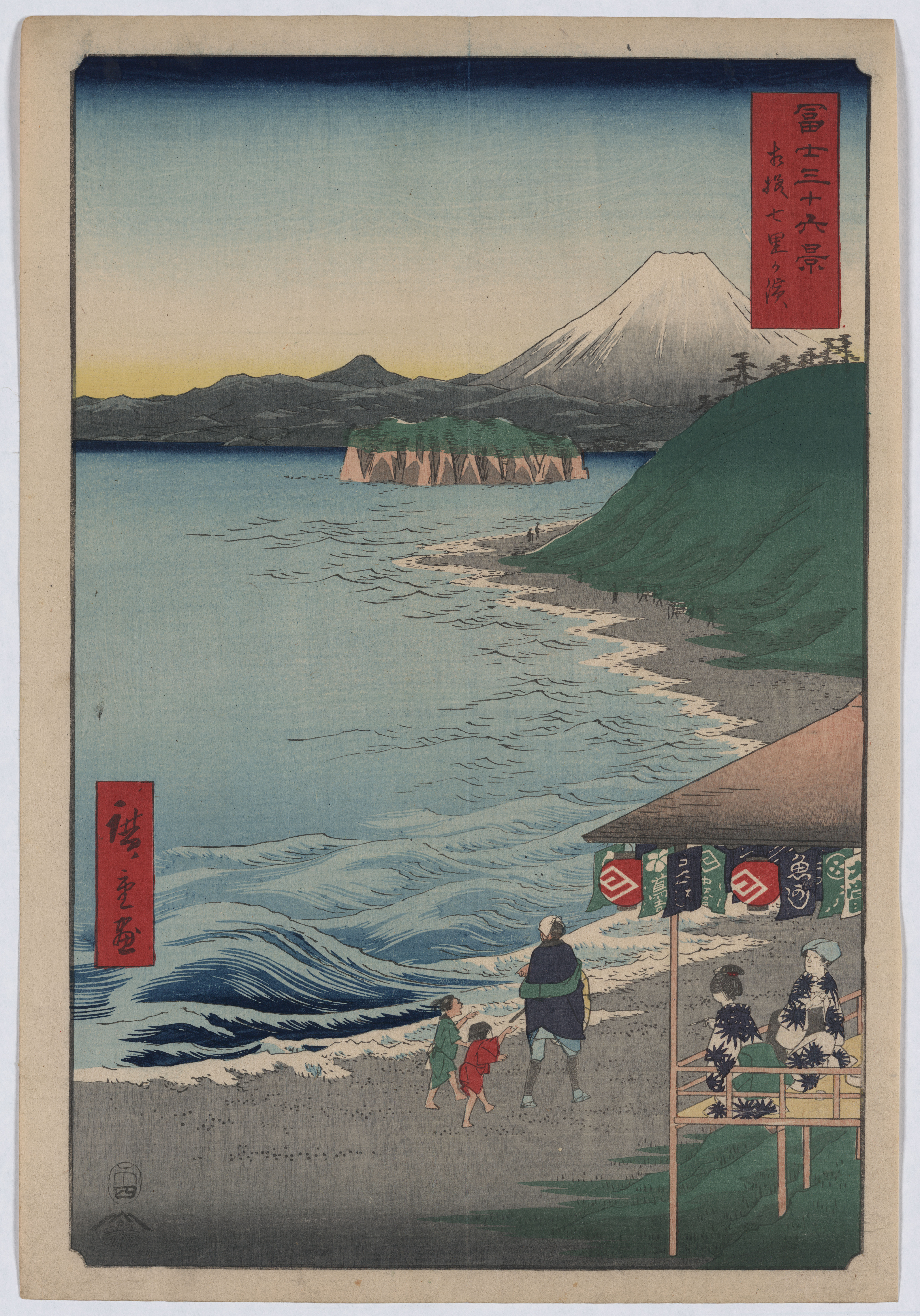
Малюнок Еносіми за авторством Утаґави Хірошіґе
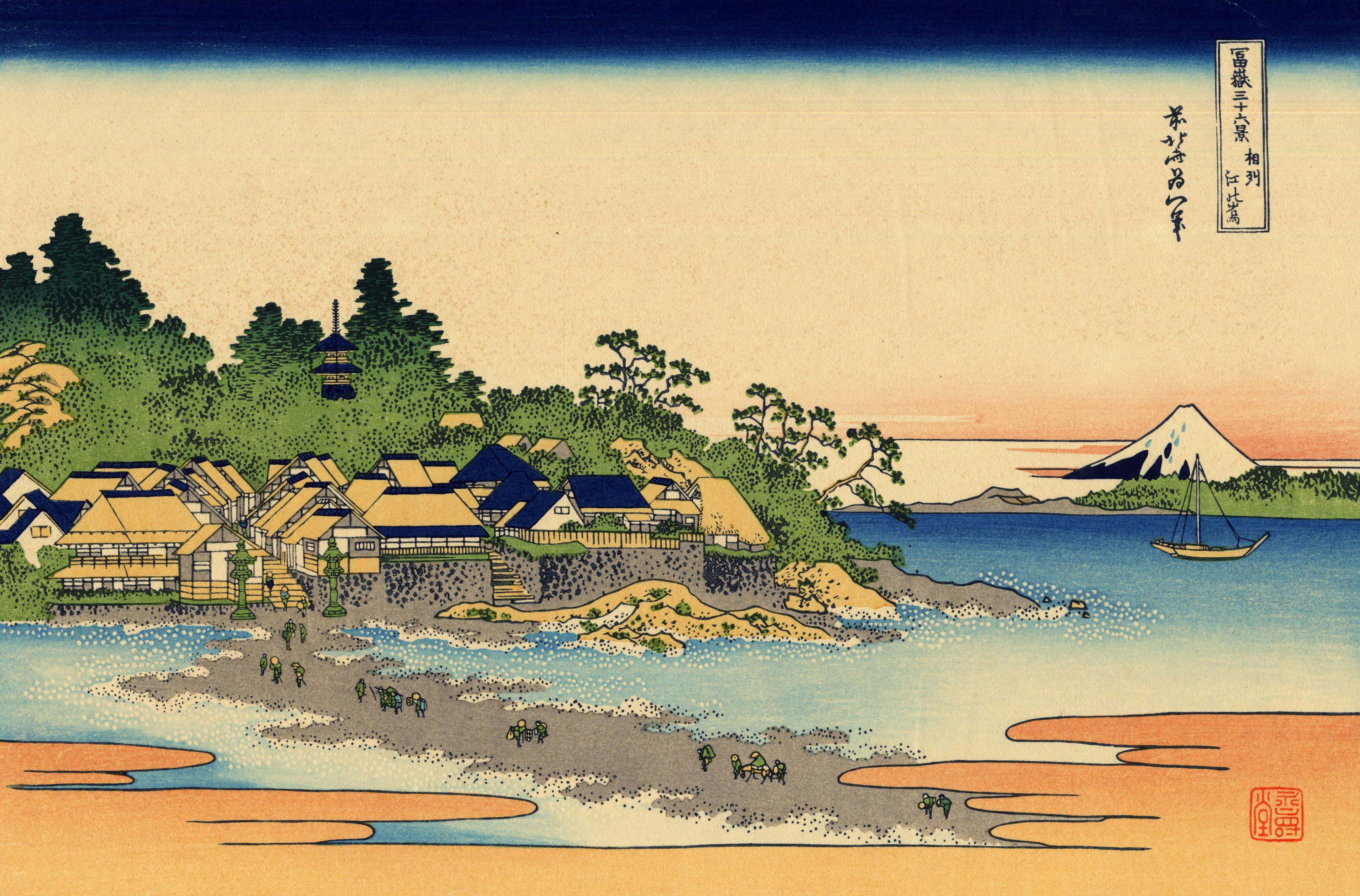
Малюнок виду на Еносіму за авторством Кацусіку Хокусайа
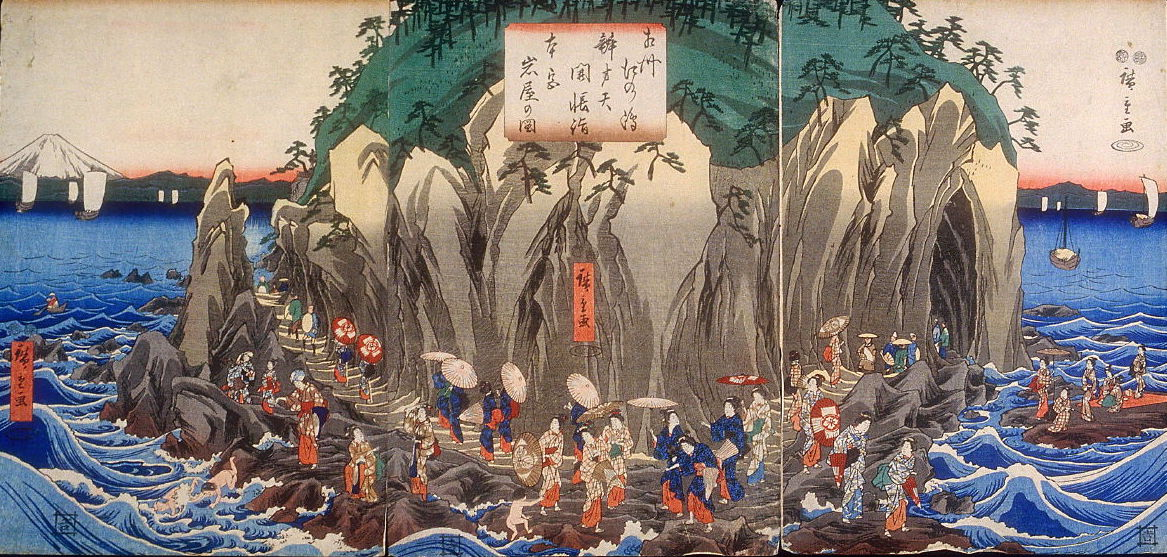
Паломництво до печерної святині Бензайтена за авторством Хіросіге Андо
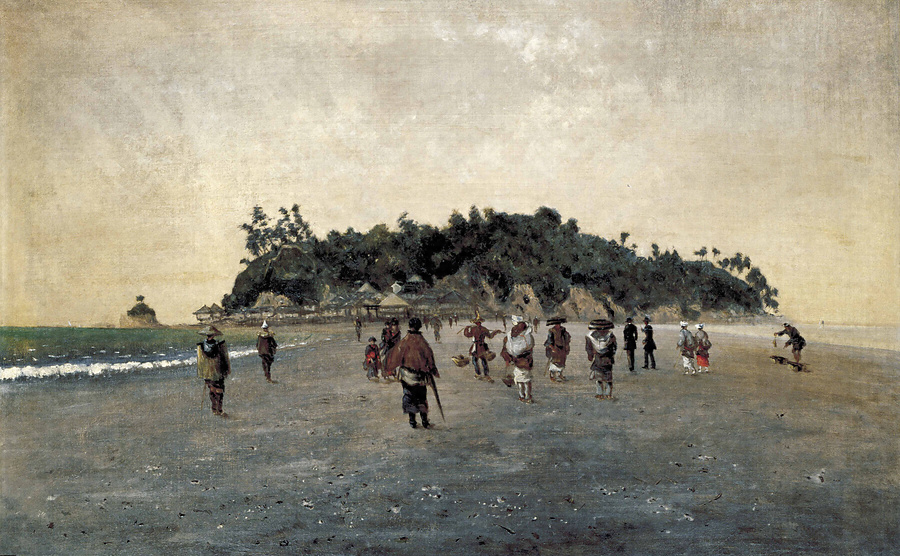
Малюнок Еносіми за авторством Юїчі Такахаші[ja]